# Cytospora tamaricis
Cytospora tamaricis är en svampart som beskrevs av Brunaud 1898. Cytospora tamaricis ingår i släktet Cytospora och familjen Valsaceae.   Inga underarter finns listade i Catalogue of Life.